# Тамбора
Тамбо́ра (индон. Tambora, Tomboro) — действующий стратовулкан, также известный как слоистый вулкан, на индонезийском острове Сумбава, входящем в гряду Малых Зондских островов Малайского архипелага. Сумбава располагается в месте, где океаническая кора погружается в мантию. Таким образом, под вулканом Тамбора находится активная зона субдукции. Это способствовало росту вулкана, так что в прошлом его высота достигала 4300 м, что делало его одним из самых высоких пиков Малайского архипелага. Огромная магматическая камера внутри вулкана заполнялась в течение длительного времени, пока вулканическая активность не достигла пика в виде колоссального по своей мощи извержения в апреле 1815 года.
Извержение 1815 года достигло 7 баллов по шкале VEI, что сопоставимо с гигантским извержением вулкана Таупо, которое произошло примерно в 180 году н. э. При оценке объёма выброшенного материала в 150—180 км³, извержение Тамборы в 1815 году стало крупнейшим вулканическим извержением в истории человечества. Взрыв вулкана был слышен на острове Суматра, расположенном в 2 тыс. км к северо-западу от Тамборы. Вулканический пепел выпадал даже на таких удалённых островах, как Калимантан, Сулавеси, Ява, Молукки. Число погибших достигло 71 тыс. человек (самое большое количество погибших от извержения вулкана за всю историю человечества), из которых 11-12 тыс. погибли непосредственно от прямого воздействия извержения, остальные умерли от голода и болезней, так как эруптивные выпадения разрушили сельское хозяйство в местном регионе. Часто цитируемое число в 92 тыс. погибших, как полагают, завышено. Кроме того, в результате извержения была уничтожена культура жителей острова Сумбава и вымер тамборский язык — возможно, самый западный из известных папуасских языков.
Извержение породило глобальные климатические аномалии, включая такой феномен, как «вулканическая зима»: 1816 год стал известен как «год без лета» из-за небывало низких температур, которые установились в Европе и Северной Америке. Необычайный холод привёл к катастрофическому неурожаю. Весной 1817 года цены на зерно выросли в десять раз, а среди населения разразился голод. Десятки тысяч европейцев, к тому же всё ещё страдавших от разрушений Наполеоновских войн, эмигрировали в Америку.
В 2004 году, во время раскопок на Сумбаве, команда археологов обнаружила остатки развитой культуры, которая погибла в результате извержения 1815 года, погребённая под трёхметровым слоем пирокластических отложений. Место раскопок получило название Восточных Помпей, так как раскопанные артефакты сохранились в тех же позициях, которые они занимали в 1815 году.
В августе 2011 года уровень угрозы вулкана был повышен с I уровня (нормальный уровень опасности) до II (повышенный) вследствие усиления вулканической активности. В кальдере были зарегистрированы землетрясения и дымовые выбросы. В сентябре 2011 года уровень угрозы снова был поднят и достиг III уровня (существует вероятность извержения).

## Географическое положение

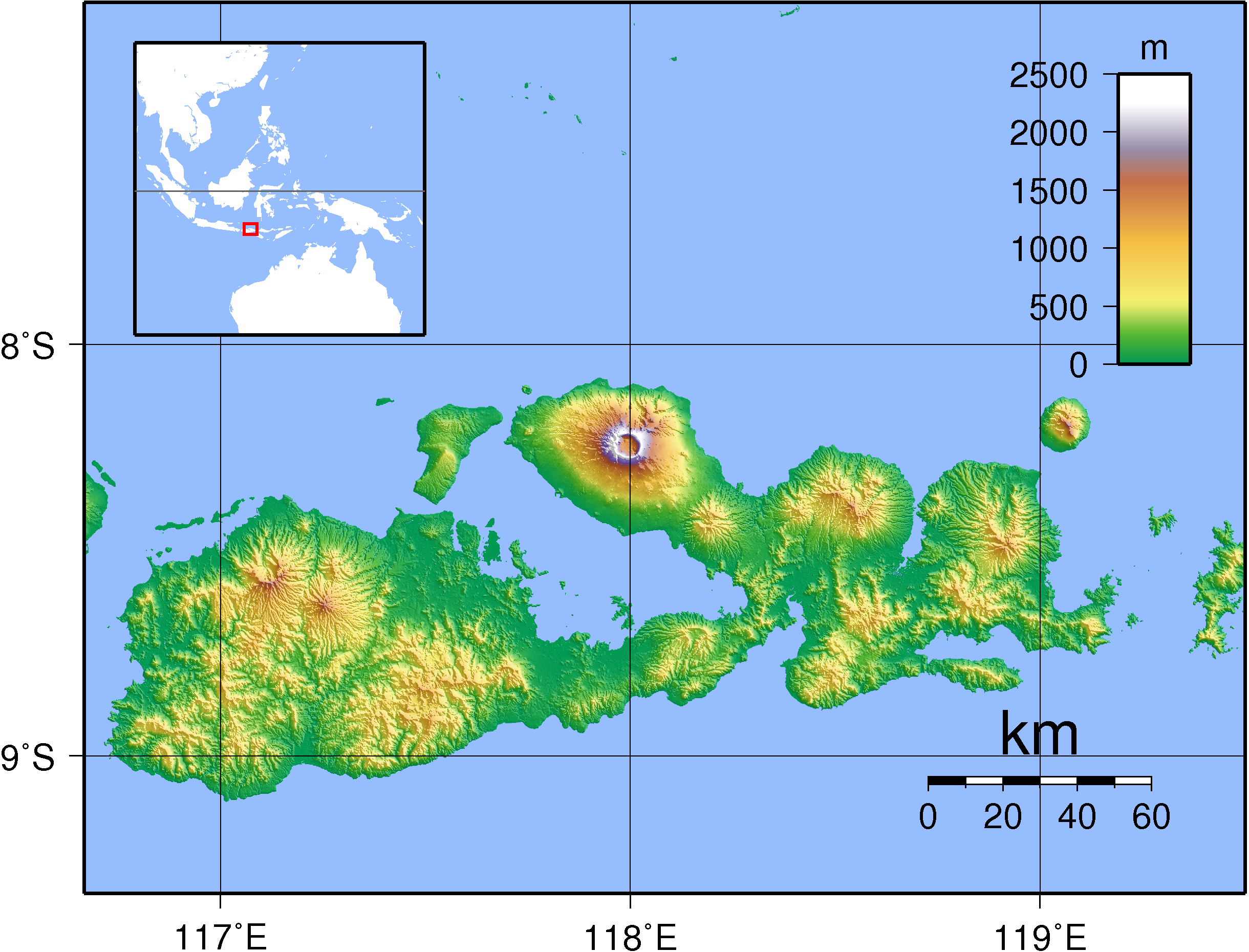
Топографическая карта Сумбавы; кальдера Тамборы расположена на северном полуострове

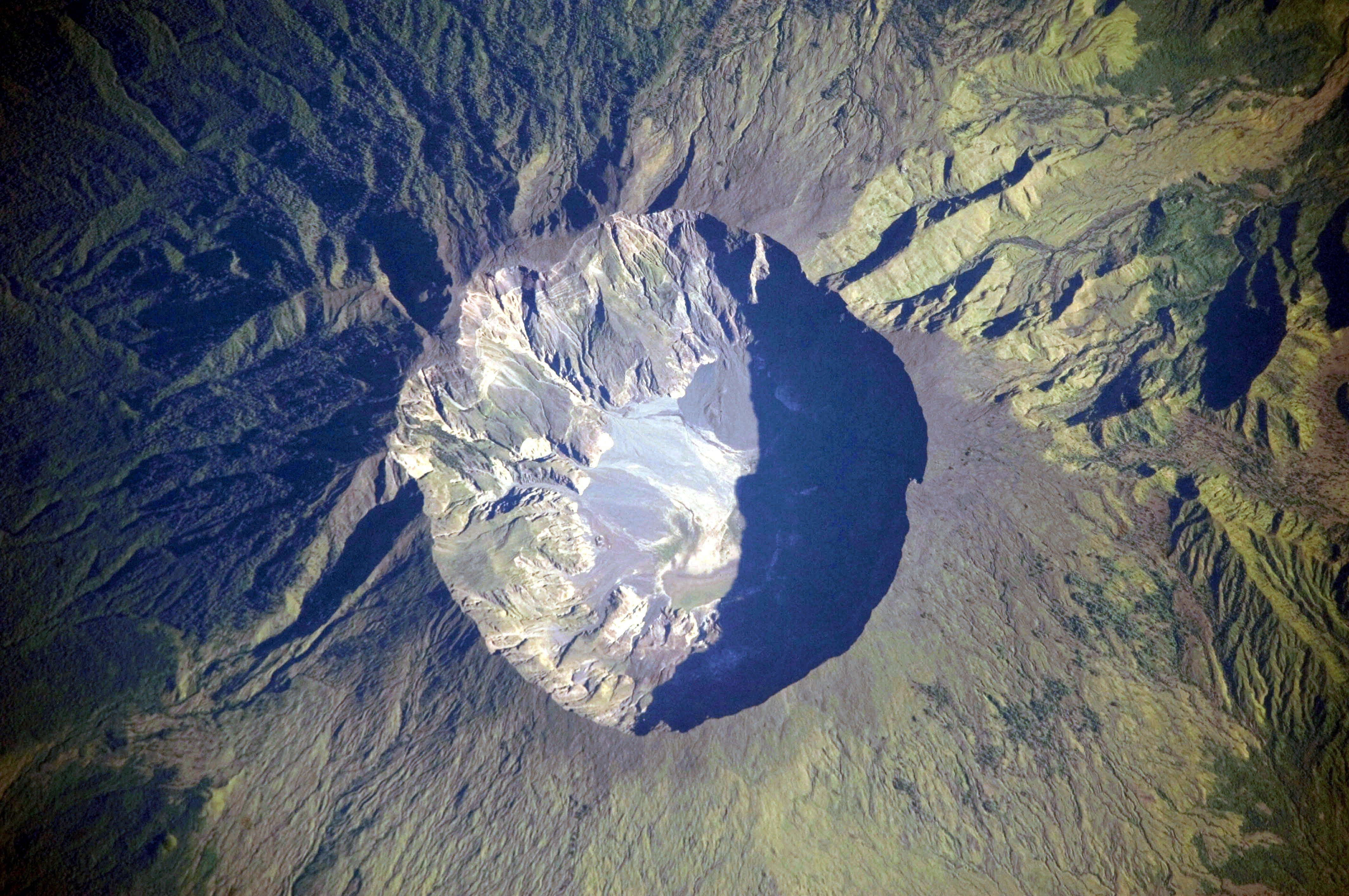
Кальдера Тамборы

Вулкан Тамбора расположен на острове Сумбава, который входит в состав Малых Зондских островов. Эти острова формируют Зондскую Дугу, группу островов вулканического происхождения, составляющих южную цепь Малайского архипелага. Тамбора формирует полуостров, известный как полуостров Сангар (индон. Semenanjung Sanggar). Он достигает 86 км в длину и 36 км в ширину и омывается на юге заливом Салех (индон. Teluk Saleh), а на севере — морем Флорес. В устье залива Салех есть островок, который называется Мойо (индон. Pulau Moyo).
Тамбора представляет интерес не только для сейсмологов и вулканологов, которые следят за активностью вулкана, но и для археологов и биологов. Вулкан также привлекает туристов в качестве объекта для пешеходного туризма и наблюдения за дикой природой. Два ближайших к вулкану города — Бима (индон. Bima) и Домпу (индон. Dompu). Также вокруг вулкана расположены несколько деревень: Сангар (индон. Sanggar) к востоку от Тамборы, Доро Пети (индон. Doro Peti) и Песанграхан (индон. Pesanggrahan) к северо-западу, и Чалабай (индон. Calabai) к западу.
Существует два маршрута восхождения на вулкан, с помощью которых можно достичь кальдеры. Первый маршрут начинается от деревни Доро Мбоха (индон. Doro Mboha), расположенной к юго-востоку от горы. Этот маршрут проходит по асфальтированной дороге через плантации кешью и заканчивается в южной части кальдеры на высоте 1950 м над уровнем моря. Это место, как правило, используется в качестве базового лагеря для наблюдения за вулканической активностью, так как добраться до кальдеры по этому маршруту можно всего лишь за час. Второй маршрут начинается от деревни Панчасила (индон. Pancasila), к северо-западу от Тамборы. Используя второй маршрут, до кальдеры можно добраться только пешком.

## Геологическая история

### Формирование
Тамбора находится в 340 км к северу от Яванской впадины и в 180—190 км над северной частью активной зоны субдукции. Остров Сумбава, как с севера, так и с юга окружён океанической корой. Скорость сходимости двух плит составляет 7,8 см/год. Вулкан Тамбора, по оценкам, сформировался примерно 57 тысяч лет назад. Конус вулкана сложен из множества затвердевших слоёв лавы, тефры и вулканического пепла, извергнутых из огромной магматической камеры за многие тысячи лет.
По данным геологической разведки, до 1815 года Тамбора имел форму типичного стратовулкана с высоким симметричным вулканическим конусом и одним центральным кратером. Диаметр основания вулкана составлял 60 км. Центральный кратер часто изливал лаву, которая каскадом сходила вниз по крутому склону вулкана.
После извержения 1815 года окрестности вулкана оказались покрыты слоями застывшей лавы и пирокластического материала толщиной в несколько метров. Также возникло, по крайней мере, двадцать дочерних и паразитических конусов. Некоторые из них имеют собственные названия: Тахе (диаметром 877 м), Моло (602 м), Кубах (1648 м) и другие. Большинство из этих паразитических конусов изливали базальтовую лаву.

### История извержений

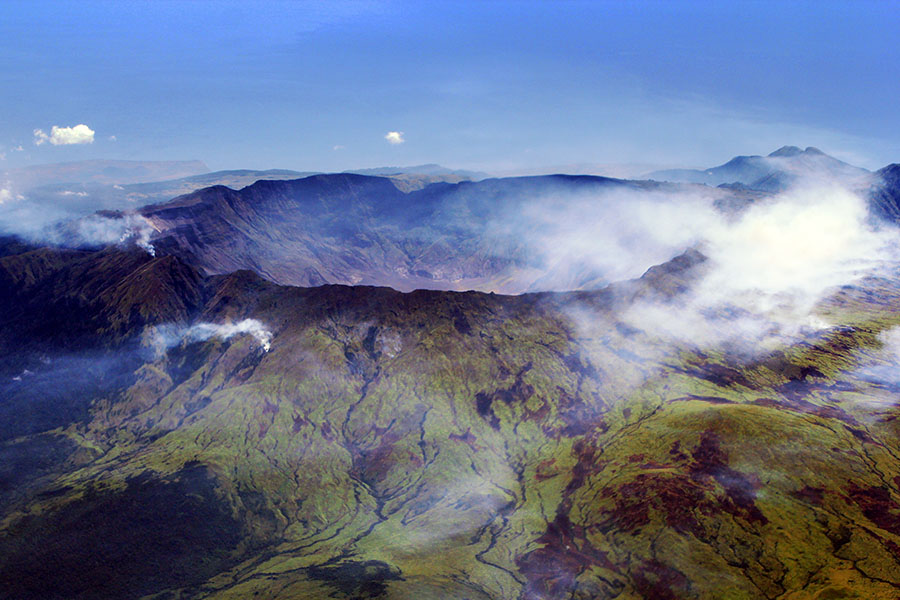
Вид с воздуха на кальдеру вулкана Тамбора

Радиоуглеродный анализ позволил установить даты трёх извержений Тамборы, предшествовавших извержению 1815 года. Мощность этих извержений неизвестна. Оценочно они произошли в 3910±200 году до н. э, 3050 году до н. э. и 740±150 году н. э. Все они представляли собой взрывное извержение центрального кратера с аналогичными извержению 1815 года характеристиками, за исключением отсутствия пирокластических потоков.
В 1812 году Тамбора стал очень активным, эта активность продолжалась до апреля 1815 года, пока не достигла своего максимума в виде грандиозного извержения, достигшего мощности в 7 баллов по шкале вулканических извержений. Вулкан выбросил около 150—180 км³ тефры. Это было типичное для стратовулканов взрывное извержение центрального кратера, вызвавшее обрушение кальдеры и возникновение пирокластических потоков и цунами. Вулканическая активность продолжалась и после извержения, затихнув лишь в июле 1815 года. Следующий максимум активности вулкана пришёлся на август 1819 года, когда произошла серия из нескольких небольших извержений (не более 2 баллов по VEI), — эти извержения вулканологи считают остаточными последствиями главного извержения. Около 1880 ± 30 года внутри кальдеры вулкана произошло ещё одно извержение (2 балла по шкале VEI). Оно породило небольшие лавовые потоки, образовавшие экструзивные лавовые купола. Кроме того, извержение создало небольшой паразитический конус внутри кальдеры.
Вулкан Тамбора до сих пор является действующим. Малые лавовые купола и потоки образовывались внутри кальдеры вулкана в течение всего XIX и XX веков. Последнее взрывное извержение вулкана зафиксировано в 1967 году. Извержения невзрывного типа (VEI = 0) происходят в кальдере значительно чаще.

## Извержение 1815 года

### Хронология извержения

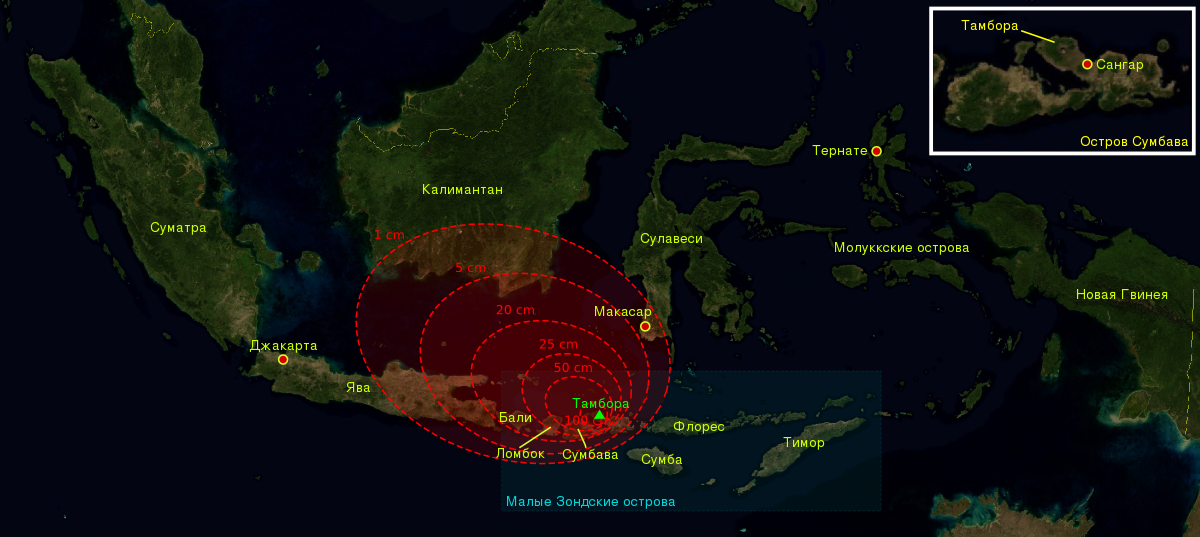
Карта, показывающая районы выпадения пепла (отмечены красным цветом) во время извержения 1815 года. Край пеплового облака достаёт даже до таких удалённых от вулкана островов, как Калимантан и Сулавеси

Катастрофическое извержение апреля 1815 года пришлось на период временной оккупации Нидерландской Ост-Индии — нынешней Индонезии — Великобританией: британцы заняли эти территории в 1811 году, стремясь предотвратить их захват наполеоновской Францией, подчинившей к тому моменту Нидерланды. В этой связи важнейшими источниками сведений об извержении и его последствиях являются доклады и воспоминания сотрудников британской колониальной администрации и, прежде всего, её руководителя Томаса Стэмфорда Раффлза.
До 1815 года Тамбора несколько веков находился в неактивном состоянии, вследствие постепенного остывания гидратной магмы в закупоренной магматической камере. На глубинах от 1,5—4,5 км происходила кристаллизация магмы, из-за чего избыточное давление внутри камеры росло, достигая 4—5 кбар, температура колебалась от 700 до 850 °C.
В 1812 году земля в районе вулкана начала издавать гул, а над ним самим появилось тёмное облако.
5 апреля 1815 года после сильного взрыва, громовой звук которого был слышен даже на Молуккских островах, за 1400 км от вулкана, началось извержение Тамборы. Утром 6 апреля вулканический пепел начал выпадать в восточной части острова Ява. 10 апреля звуки взрывов внутри вулкана усилились — их принимали за орудийные выстрелы даже на острове Суматра (на расстоянии 2600 км от Тамборы).
Примерно в 19 часов 10 апреля извержение усилилось. Три столба пламени, поднимавшиеся над вулканом, объединились. Весь вулкан превратился в текущие массы «жидкого огня». Примерно в 20 часов началось выпадение пемзы диаметром до 20 см. В следующие два часа усилилось выпадение пепла. Горячие пирокластические потоки каскадно спускались с горы к морю со всех сторон полуострова, на котором находится вулкан, уничтожая деревни Сумбавы. Громкие взрывы вулкана были слышны до вечера 11 апреля. Пепловая завеса распространилась до Западной Явы и Южного Сулавеси. Дожди, смешанные с вулканическим пеплом, продолжались до 17 апреля.

Первые взрывы были слышны на этом острове вечером 5 апреля, — они были слышны во всех посёлках и продолжались с интервалами до следующего дня. Шум повсюду приняли за далёкие пушечные выстрелы, так что войска выступили из Джокьякарты, полагая, что на соседний пост совершено нападение, а вдоль побережья были направлены лодки в поисках судна, возможно терпящего бедствие.
— Мемуары сэра Стэмфорда Раффлза.
Извержение, по оценкам, достигало 7 баллов по шкале вулканических извержений. В результате извержения выделилось вчетверо больше энергии, чем во время извержения вулкана Кракатау в 1883 году, а это означает, что энергия Тамборы была эквивалентна взрыву 800 мегатонн тротила. По оценкам, было извергнуто 150—180 км³ вулканического материала общей массой 1,4×1014 кг. Это извержение образовало гигантскую кальдеру в 6—7 км в диаметре и глубиной 600—700 м. Перед взрывом вулкан Тамбора достигал высоты 4300 м, что делало его одним из самых высоких пиков Малайского архипелага. После взрыва высота вулкана уменьшилась до 2700—2800 м.
Извержение Тамборы стало крупнейшим извержением вулкана, наблюдавшимся за всю известную историю человечества (см. таблицу I). Взрыв вулкана был слышен в 2600 км от него, а пепел выпал по меньшей мере в 1300 км от Тамборы. Кромешная тьма в течение двух-трёх дней стояла даже в 600 км от вулкана. Пирокластические потоки распространились по крайней мере на 20 км от вершины Тамборы. В результате извержения на острова Индонезии обрушились четырёхметровые волны цунами.

### Последствия
Во время моей поездки в западную часть острова, я проехал через почти всё Домпо и через значительную часть Бима. Ужасные условия, из-за которых число жителей сильно сократилось, шокируют. Лежащие на обочине дороги останки трупов, почти полностью опустевшие деревни и разрушенные дома, оставшиеся в живых рассеялись в поисках пищи.
…После извержения, жестокая диарея, которая унесла большое количество жизней, распространилась в Бима, Домпо и Сангире. Местные жители полагают, что она была вызвана питьевой водой, перемешанной с пеплом; лошади тоже умирают в большом количестве с аналогичными симптомами.
— Лейтенант Филипс, по приказу Стэмфорда Раффлза отправившийся на Сумбаву
Вся растительность на острове Сумбава была уничтожена. Сметённые в воду деревья смешивались с пемзой и пеплом, образуя при этом своего рода плоты, до 5 км в поперечнике. Один такой плот был обнаружен в Индийском океане недалеко от Калькутты в октябре 1815 года. Толстые облака пепла окутывали регион до 23 апреля. Взрывы вулкана прекратились 15 июля, хотя дымовые выбросы наблюдались до 23 августа. Грохот и подземные толчки в районе вулкана были зарегистрированы даже через четыре года после извержения, в 1819 году.
В 10 часов вечера 10 апреля на берега различных островов Малайского архипелага обрушились среднего размера цунами, достигавшие высоты 4 м в Сангаре. Цунами высотой в 1—2 м обрушились на Восточную Яву, двухметровые волны ударили по Молуккским островам. Общее количество погибших от цунами, по оценкам, достигло примерно 4600 человек.
Эруптивная колонна, возникшая в ходе извержения, достигла стратосферы, имея 43 км в высоту. Тяжёлые пепельные облака рассеялись через 1—2 недели после извержения, но мельчайшие частицы пепла продолжали находиться в атмосфере на протяжении от нескольких месяцев до нескольких лет на высоте 10—30 км. Ветры распространили эти частицы по всему миру, создавая редкие оптические явления. Яркие закаты и длительные сумерки часто отмечались в Лондоне с 28 июня по 2 июля и с 3 сентября по 7 октября 1815 года. Свечение сумеречного неба возле горизонта обычно было оранжевым или красным, и фиолетовым или розовым выше горизонта.
Практически вся территория острова Сумбава стала непригодной для жизни. Все три местных государственных образования — княжества Пекат, Сангар и Тамбора — перестали существовать. Оценка числа погибших от извержения варьирует в зависимости от источника. Золлингер (1855) оценивает число людей, погибших от прямого воздействия вулкана, примерно в 10 000 человек, большая часть из которых погибла от пирокластических потоков. Помимо этого, примерно 38 000 человек умерло от голода и болезней на Сумбаве, и ещё 10 000 человек умерло на острове Ломбок. Петрушевский (1949) оценивает число погибших примерно в 48 000 и 44 000 человек, погибших на Сумбаве и Ломбоке соответственно. Некоторые исследователи, такие как Стозерс (1984), который оценил общее число погибших в 88 000—92 000 человек, используют цифры Петрушевского. Тем не менее, другие исследователи, например, Танги (1998), считают цифры, данные Петрушевским, необоснованно завышенными. Танги пересмотрел число погибших на основе двух заслуживающих доверия источников — записей Золлингера, который сам провёл несколько месяцев на Сумбаве после извержения, и заметок Раффлза. Танги указал, что, возможно, имелись дополнительные жертвы на Бали и Восточной Яве, вызванные голодом и болезнями. Он оценил число погибших от прямого воздействия извержения в 11 000 человек и 49 000 от долгосрочных катастрофических последствий, вызванных вулканом, таких как эпидемические заболевания и голод. Оппенгеймер считает (2003), что число погибших приблизительно составило 71 000 человек, что указано ниже в таблице.
| Извержения       | Страна         | Местоположение                | Год  | Высота колонны, км | Шкала вулканических извержений | Среднее снижение температуры, °C | Число погибших |
| ---------------- | -------------- | ----------------------------- | ---- | ------------------ | ------------------------------ | -------------------------------- | -------------- |
| Везувий          | Италия         | Средиземноморье               | 79   | 30                 | 5                              | ?                                | >2000          |
| Хатепе (Таупо)   | Новая Зеландия | Тихоокеанское огненное кольцо | 186  | 51                 | 7                              | ?                                | ?              |
| Пэктусан         | Китай / КНДР   | Тихоокеанское огненное кольцо | 969  | 25                 | 6-7                            | ?                                | ?              |
| Уайнапутина      | Перу           | Тихоокеанское огненное кольцо | 1600 | 46                 | 6                              | −0,8                             | ≈1400          |
| Тамбора          | Индонезия      | Тихоокеанское огненное кольцо | 1815 | 43                 | 7                              | −0,5                             | >71 000        |
| Кракатау         | Индонезия      | Тихоокеанское огненное кольцо | 1883 | 36                 | 6                              | −0,3                             | 36 600         |
| Санта-Мария      | Гватемала      | Тихоокеанское огненное кольцо | 1902 | 34                 | 6                              | изменений не замечено            | 7000—13 000    |
| Катмай           | США, Аляска    | Тихоокеанское огненное кольцо | 1912 | 32                 | 6                              | −0,4                             | 2              |
| Сент-Хеленс      | США, Вашингтон | Тихоокеанское огненное кольцо | 1980 | 19                 | 5                              | изменений не замечено            | 57             |
| Эль-Чичон        | Мексика        | Тихоокеанское огненное кольцо | 1982 | 32                 | 4-5                            | ?                                | >2000          |
| Невадо-дель-Руис | Колумбия       | Тихоокеанское огненное кольцо | 1985 | 27                 | 3                              | изменений не замечено            | 23 000         |
| Пинатубо         | Филиппины      | Тихоокеанское огненное кольцо | 1991 | 34                 | 6                              | −0,5                             | 1202           |

### Глобальные эффекты

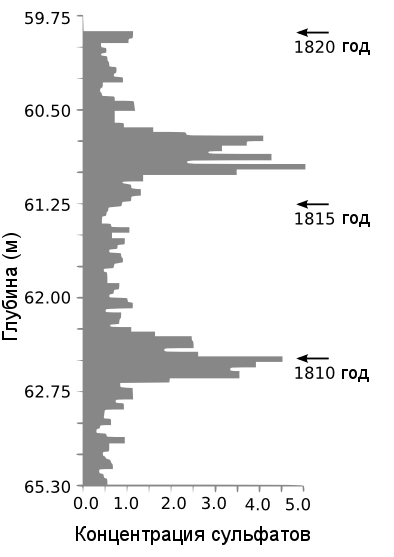
Концентрация сульфатов в ледяном керне из Центральной Гренландии. По нему можно определить уровень загрязнения атмосферы вулканическими выбросами. Кроме того, керн указывает на неизвестное извержение начала 1810-х годов. Источник: Даи (1991)

В результате извержения 1815 года в стратосферу были выброшены огромные массы оксида серы, которые вызвали глобальные климатические аномалии. Учёные использовали различные методы оценки размеров выбросов: петрологический метод, оптические измерения на основе анатомических наблюдений и исследования концентрации сульфатов в полярных льдах, методом анализа ледяных кернов из Гренландии и Антарктиды. Конечные оценки объёмов выбросов серы меняются в зависимости от метода, достигая от 10 до 120 млн т S.
Весной и летом 1815 года в северо-восточной части Соединённых Штатов наблюдался постоянный сухой туман. Туман краснел на солнечном свете и затмевал его. Ни ветры, ни осадки не смогли разогнать этот «туман». Позднее он был идентифицирован как стратосферный сульфатный аэрозоль. Летом 1816 года страны Северного полушария сильно пострадали от экстремальных погодных условий, установившихся там. 1816 год получил название Год без лета. Средняя глобальная температура снизилась на 0,4—0,7 °C, а в некоторых областях — на 3—5 °C — этого достаточно, чтобы вызвать значительные проблемы в сельском хозяйстве по всему миру. 4 июня 1816 года в штате Коннектикут было зарегистрировано сильное похолодание, а уже на следующий день большая часть Новой Англии была охвачена холодным фронтом. 6 июня в Олбани, штат Нью-Йорк, и в штате Мэн выпал снег. Такие условия держались в течение по крайней мере трёх месяцев, нанеся серьёзный урон сельскому хозяйству Северной Америки. Канада также подверглась удару экстремальных холодов. В районе Квебека снег выпадал с 6 по 10 июня 1816 года, толщина снежного покрова достигла 30 см.
1816 год стал вторым столь холодным годом в Северном полушарии с 1600 года, когда произошло мощное извержение вулкана Уайнапутина в Перу. 1810-е годы стали самым холодным десятилетием в истории, в результате извержения Тамборы в 1815 году и другого неизвестного извержения где-то между 1809 и 1810 годами (см. данные о концентрации сульфатов в ледяных кернах).
Такое резкое изменение климатических условий явилось причиной серьёзной эпидемии тифа в юго-восточной Европе и восточной части Средиземноморья между 1816 и 1819 годами. Изменения климата вызвали нарушение устойчивости индийских муссонов, из-за чего погибла значительная часть урожая в этом регионе и возник массовый голод, а также возникновение нового штамма холеры в Бенгалии в 1816 году. Много скота погибло в Новой Англии зимой 1816—1817 годов. Низкие температуры и проливные дожди привели к неурожаю в Соединённом королевстве Великобритании и Ирландии. Семьи в Уэльсе покидали свои родные края в поисках еды. Голод распространился в северной и юго-западной части Ирландии, после неурожая картофеля, пшеницы и овса. Тяжёлая ситуация сложилась и в Германии, где цены на продукты питания резко возросли. Из-за неясной для людей причины неурожая во многих городах Европы прошли демонстрации, которые затем переросли в беспорядки. Это был сильнейший голод в XIX веке.

## Археологические работы
Летом 2004 года команда учёных из университета Род-Айленда, университета Северной Каролины в Уилмингтоне и индонезийского управления вулканологии, возглавляемая Харалдуром Сигурдссоном, начала археологические раскопки в районе вулкана Тамбора. За шесть недель учёные обнаружили первые свидетельства существования потерянной культуры, уничтоженной во время извержения 1815 года. Место раскопок расположено примерно в 25 км к западу от кальдеры вулкана, в глубине джунглей. Археологам, чтобы добраться до цели раскопок, приходилось пробиваться через трёхметровый слой пирокластических отложений.
Учёные использовали георадар для обнаружения небольшого дома, похоронённого под вулканическими отложениями. Дом был раскопан, и археологи обнаружили в нём керамическую посуду, бронзовые чаши, железные орудия труда и останки двух человек. Было выдвинуто предположение, что тамборцы торговали с Индокитаем, поскольку во Вьетнаме обнаружена керамика сходного типа. Сигурдссон назвал место раскопок Восточными Помпеями, так как раскопанные артефакты сохранились в тех же позициях, которые они занимали в 1815 году.

## Экосистема

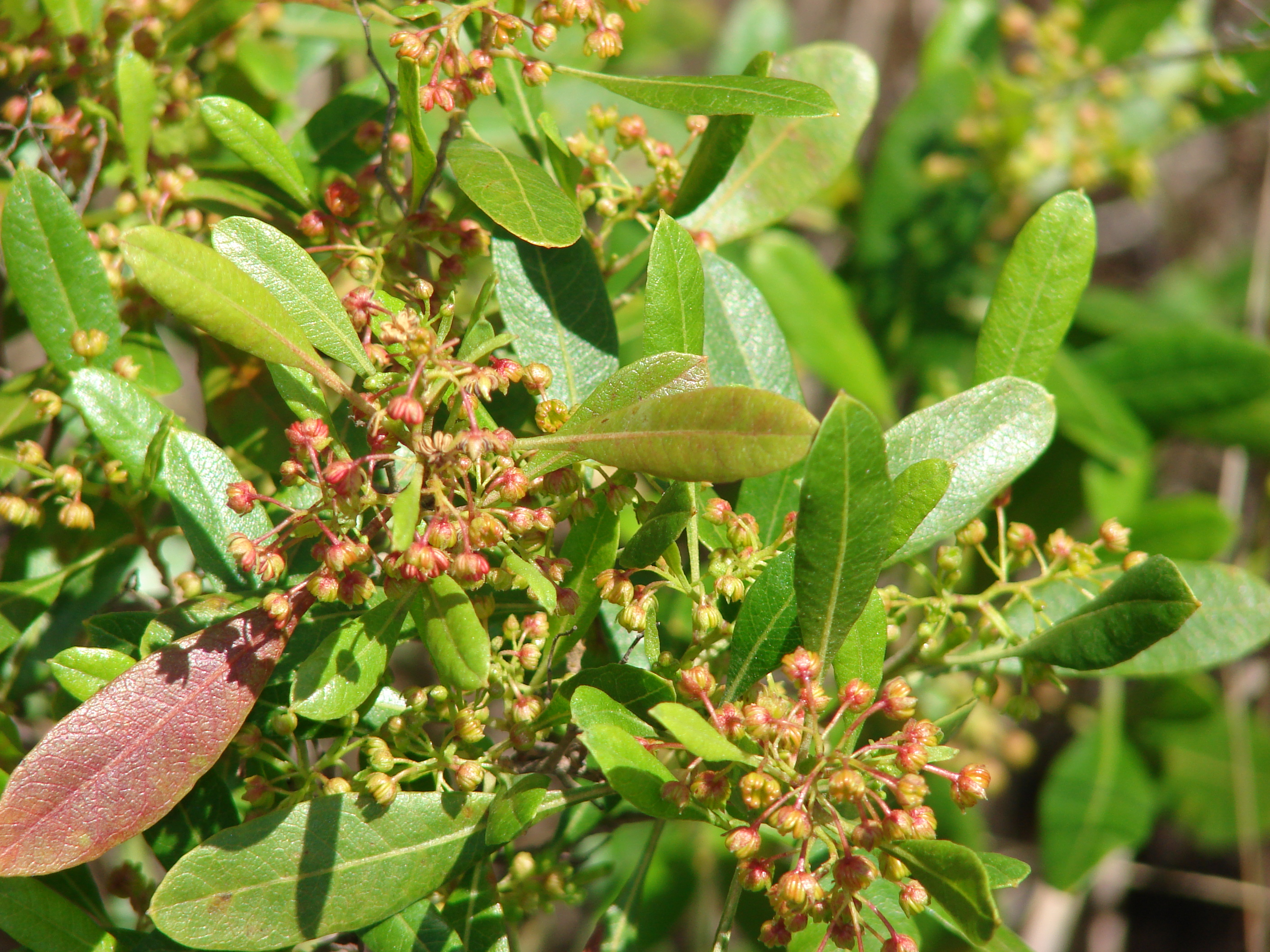
Листва и цветы додонеи липкой

Научный коллектив под руководством швейцарского ботаника Генриха Золлингера посетил Сумбаву в 1847 году. Задачей Золлингера было изучение последствий извержения и его влияние на местную экосистему. Он был первым человеком, который поднялся на вершину вулкана после извержения. Она всё ещё была покрыта дымом. Как только Золлингер поднялся, его ноги провалились в тёплый слой порошковой серы. Тем не менее, некоторая часть растительности к тому времени уже восстановилась, например, было обнаружено несколько живых деревьев на нижнем склоне вулкана. Небольшие рощи казуарин росли на высоте 2200—2550 м. Также были найдены травянистые сообщества императы цилиндрической.
Восстановление хозяйства в районе горы началось в 1907 году. Первые кофейные плантации появились в 1930-х годах на северо-западном склоне вулкана, недалеко от деревни Пекат (индон. Pekat).
Густые тропические дождевые леса выросли на высоте 1000—2700 м. Эти типичные для Индонезии вечнозелёные леса имеют трёхъярусное строение. Верхний ярус состоит из обособленно стоящих деревьев высотой до 50 м, средний ярус образован сомкнутыми кронами деревьев высотой 25—30 м и заметно возвышается над нижним ярусом, который представляет собой густое переплетение лесной подстилки и кустарников. Эти леса покрывают площадь до 80 000 га (800 км²). Они были исследованы голландскими учёными, во главе с Костером и де Вугдом, в 1933 году. С их слов, они начали свой путь в «довольно бесплодной, сухой и жаркой местности», а затем попали в «могучие джунгли», где росли «огромные, величественные лесные гиганты». Выше 1800 м исследователи обнаружили заросли казуарин и додонеи липкой, а на самой вершине учёные нашли несколько видов редких растений, таких как анафалис трёхжилковый и валенбергия.
В 1896 году в районе Тамборы было обнаружено 56 видов птиц. До 1981 года было обнаружено ещё двенадцать видов. В дальнейшем последовало ещё несколько зоологических исследований района горы, и на сегодняшний день известно порядка 90 видов птиц, обитающих около вулкана. Малый желтохохлый какаду, земляной дрозд, многоцветный лорикет и зелёная джунглевая курица являются объектами ловли для местных жителей, которые сажают птиц в клетки и продают. Некоторые другие виды птиц идут в пищу местным жителям. Малый желтохохлый какаду находится на грани исчезновения на острове Сумбава.
С 1972 года в районе Тамборы ведутся лесозаготовки, которые представляют большую угрозу для тропических лесов. Лесозаготовительная компания производит работы на площади в 20 000 га (200 км²) или 25 % от общей площади тропического леса. Другая часть тропических лесов используется в качестве охотничьих угодий. В некоторых местах существуют заповедники, где обитают олени, азиатские буйволы, кабаны, летучие мыши, крыланы и различные виды птиц и пресмыкающихся. Одним из самых популярных среди туристов мест около Сумбавы является природный заповедник на острове Мойо, являющийся местом обитания для диких свиней, варанов, макак-крабоедов, больших стад оленей, а также для 21 вида летучих мышей. В 2015 году природоохранные районы вокруг Тамборы получили статус национального парка.

## Наблюдение за вулканом
Население Индонезии после извержения 1815 года быстро растёт: к началу 2010-х годов численность жителей страны превысила 237 млн человек. Наибольшая плотность населения — на Яве, которая ближе других Больших Зондских островов находится к Тамборе. В этих условиях извержение вулкана, сопоставимое по силе с извержением 1815 года, вызвало бы катастрофические разрушения с огромным числом жертв. Именно поэтому вулканическая активность в Индонезии, в том числе и горы Тамбора, находится под постоянным контролем. Сейсмическая активность в Индонезии контролируется Центром вулканологических исследований и снижения геологической опасности (индон. Pusat Vulkanologi dan Mitigasi Bencana Geologi), входящим в структуру министерства энергетики и минеральных ресурсов (индон. Kementerian Energi dan Sumber Daya Mineral). Пост, наблюдающий за активностью Тамборы, находится в деревне Доро Пети. Он следит за сейсмической и тектонической активностью при помощи сейсмографа. С момента извержения 1880 года не было зарегистрировано никакого значительного увеличения сейсмической активности. Тем не менее, постоянно проводится мониторинг внутри главной кальдеры и вокруг паразитических конусов.
Центром вулканологических исследований и снижения геологической опасности разработан план по предупреждению и ликвидации возможных чрезвычайных ситуаций. Район около вулкана был разделён на две зоны: опасную зону и зону повышенного внимания. Опасной зоной считается та область, которая пострадает от прямого воздействия извержения: она будет уничтожена пирокластическими потоками, лавой и обильным выпадением пепла. Эта область, имеющая площадь 58,7 км², включает в себя кальдеру вулкана и её окрестности. Проживать в этом районе запрещено. Зона повышенного внимания включает в себя области, которые могут быть косвенно затронуты извержением. Они могут попасть под удар лахаров и быть засыпанными пеплом. Размер этой зоны составляет 185 км², она включает в себя несколько населённых пунктов.

## Фильмография
- «Шкала времени. Год без лета» (англ. Time watch. The Year Without Summer) — документальный фильм, снятый BBC в 2005 г.